# Катеринич Петро Вікторович
Катеринич Петро Вікторович (нар. 31 жовтня 1993, Любиковичі) — український митець, науковець, журналіст, письменник і перекладач, доктор філософії з журналістики, викладач кафедри кіно- і телемистецтва Навчально-наукового інституту журналістики Київського національного університету імені Тараса Шевченка. Член Національної спілки журналістів України з 2009 року. Переможець українських та міжнародних конкурсів фотографії. Нагороджений золотою медаллю конкурсу «Bird Photographer of the Year».

## Життєпис
Народився 31 жовтня 1993 року у селі Любиковичі, Сарненського району, Рівненської області. У 2011 році закінчив із золотою медаллю Любиковицьку ЗОШ І-ІІІ ст. В учнівські часи був переможцем фінального етапу Всеукраїнської учнівської олімпіади з української мови та літератури, Міжнародного мовно-літературного конкурсу учнівської та студентської молоді імені Тараса Шевченка, Всеукраїнського конкурсу-захисту науково-дослідницьких робіт учнів-членів МАН, конкурсу «Я — журналіст». Нагороджений премією Кабінету Міністрів України за особливі досягнення молоді у розбудові України (2010 р.) .
У 2011 вступив до Інституту журналістики Київського національного університету імені Тараса Шевченка за квотою переможців Всеукраїнського конкурсу Національної спілки журналістів України «Шанс». У 2015 році отримав диплом бакалавра журналістики з відзнакою. У 2017 році отримав диплом магістра з відзнакою. У студентські часи (2011—2017) був співорганізатором фестивалю «Журвесна», відповідальним секретарем альманаху «Святий Володимир», призером Всеукраїнського конкурсу студентських наукових робіт із соціальних комунікацій та лауреатом Гран-прі Міжнародного молодіжного фестивалю аудіовізуальних мистецтв (кіно, телебачення, радіомовлення, фото) «Кришталеві джерела» (студія «Слово і час»).
У 2017—2018 роках за результатами конкурсу працював інтерном Головного департаменту з питань впровадження реформ в Адміністрації Президента України від ГО «Ліга інтернів». Займався висвітленням теми телемедицини. У 2017 році вступив до аспірантури Інституту журналістики Київського національного університету імені Тараса Шевченка на кафедру соціальних комунікацій. Під час навчання в аспірантурі отримував академічну стипендію Кабінету Міністрів України імені Михайла Грушевського (2019—2020 р.). У 2022 році захистив дисертацію доктора філософії за спеціальністю «Журналістика» на тему «Освітня журналістика в Україні: сучасний стан та перспективи розвитку».
У 2022 році працював асистентом кафедри соціальних комунікацій Маріупольського державного університету. З 14 листопада 2022 року — викладач кафедри кіно- і телемистецтва Навчально-наукового інституту журналістики Київського національного університету імені Тараса Шевченка, голова Ради молодих учених Навчально-наукового інституту журналістики.

## Мистецька діяльність
Український фотограф-анімаліст, фотохудожник, автор креативних фотографій. Нагороджений золотими медалями Національної спілки фотохудожників України за фотороботи «Снігурі прилетіли» (2021) та «В осінньому лісі» (2021). Нагороджений золотою медаллю світового конкурсу «Bird Photographer of the Year» (Велика Британія)  за роботу «Лелеки ван Гога» (2022). Фото було відібране з-поміж 20 тисяч знімків. Іспанський часопис El Mundo відібрав це фото до десятки кращих світлин птахів 2023 року. Триразовий переможець конкурсу наукових фотографій від Вікімедіа Україна у категорії «Живі організми». У 2022 році за знімок бджолоїдки звичайної, у 2021 році за знімок пісочників великих та у 2023 році за знімок грицика великого. Лауреат фотоконкурсів газети «День», «Fine Art Photography Awards», «ND Awards», «MonoVisions Photography Awards», «Tokyo international photo awards». Знімки публікувалися в «BBC Wildlife», «National Geographic España», «Der Standard», «GEO», «South China Morning Post», «The Times», «BBC News Ukraine» та інших виданнях. Знімає переважно птахів. На інстаграм-сторінці розміщені фото та відео також рідкісних червонокнижних видів, наприклад сиворакші, пісочника великого, грицика великого, кулика-сороки, лелеки чорного тощо. Серед галерей, де експонувалися мистецькі роботи, «The Spring» — Гавант, Гемпшир, Велика Британія (26.09-12.11.2022), Nature in Art Gloucestershire — Глостер, Велика Британія (29.11.2021-15.01.2023), Oxfordshire County Museum — Вудсток, Оксфордшир, Велика Британія (21.01.2023 — 5.03.2023), Фотобієнале від «Дня», Український Дім (лютий, 2021), Артпростір «Lavra Studio» (18.03-8.04.2021) та ін.

## Письменницька діяльність
Автор трьох книг для дітей. Лауреат премії «Краща книга Рівненщини» у номінації «Кращий літературний дебют».
Список книг:
- Черевички [Текст]: вірші: кн.-розмальовка / П. В. Катеринич ; худож. І. Нагорна. — Рівне : Азалія, 2008. — 28 с.: іл. — ISBN 978-966-8883-46-0
- У Країні Білих Дзвіночків [Текст]: повість-казка / П. Катеринич ; худож. І. Нагорна. — Рівне : Азалія, 2009. — 87, [8] с. : іл. — 500 прим. — ISBN 978-966-8883-60-6
- Квакослухання [Текст]: повість-казка / П. Катеринич ; [худож. І. Нагорна]. — Рівне [43]: Азалія, 2010. — 91, [8] с. : кольор. іл. — 500 прим. — ISBN 978-966-8883-74-3

У 2011—2013 роках за мотивами казок-повістей були реалізовані аудіоп'єса та створена сценічна постановка в 7 частинах. Реалізацією займалися «Суспільне» спільно з Рівненським академічним театром ляльок, трансляція відбувалася на регіональних каналах «Суспільного».
Поетичні та прозові твори входили до дванадцяти міжнародних та всеукраїнських альманахів та збірників, зокрема до трьох випусків альманаху Малої академії наук України «На мольбертах днів».
Нагороджений літературною премією ім. Михайла Дубова (2015 р.) за високохудожні твори для дітей та обнадійливий літературний старт.

## Журналістська діяльність
Публікується у ЗМІ з 2005 року. Працював журналістом обласних видань, кореспондентом видавничого дому «Ого» (2009—2010), власним кореспондентом «Молоді України» у Рівненській області (2010—2011), дописувачем аграрного видання «Рідне село». Автор публікацій у Всеукраїнських ЗМІ, зокрема «Українська правда», «День», «Суспільне. Культура». Свого часу у віці 16-ти років став наймолодшим в Україні членом Національної спілки журналістів України. Член журі Всеукраїнського конкурсу «Я — журналіст», що проводиться Національною спілкою журналістів України.

## Наукова робота і дослідження
Рецензент видань «Amazonia Investiga» (WoS), «Current Issues of Mass Communication», член редколегії видання «Journal of Audiovisual Media & Arts». Член ECREA. Дописувач Академії викладачів журналістики (JTA). Наукові інтереси зосереджені на дослідженні тенденцій розвитку сторітелінгу в сучасному цифровому медіаландшафті, а також перетинів мови, ідентичності та медіа. Досліджував еволюцію видів сторітелінгу на стрімінговій платформі «Netflix» з 2016 по 2022 рік, наративи білоруської пропаганди, а також проводив опитування українських та польських журналістів щодо стану інформаційної безпеки обох країн.
Наукові профілі:
1. Orcid
2. Researchgate.net
3. Academia

## Перекладацька діяльність
Від жовтня 2017 до жовтня 2020 року перекладав для юридичної компанії «Navigator Law». У 2020—2022 роках займався перекладами для міжнародних компаній «Reckitt Benckiser Group», «Magnusson», «Sandoz», «Idea Solutions», «MetLife», «Kreoma Pharm», «Śnieżka», «Euroformat», для УВКБ ООН та ін. Володіє польською та англійською мовами.
Сторінка Петра Катеринича в «Instagram» https://www.instagram.com/p.k.wildart/
Сторінка Петра Катеринича у «Facebook» https://www.facebook.com/petrowiildlifeart/
Персональний сайт Петра Катеринича https://www.petrokaterynych.com/